# British National League 1957/58
Die Saison 1957/58 war die vierte Spielzeit der British National League, der höchsten britischen Eishockeyspielklasse. Meister wurden die Brighton Tigers. 

## Modus
In der Hauptrunde absolvierte jede der fünf Mannschaften insgesamt 32 Spiele. Der Erstplatzierte der Hauptrunde wurde Meister. Für einen Sieg erhielt jede Mannschaft zwei Punkte, für ein Unentschieden einen Punkt und für eine Niederlage null Punkte.

## Hauptrunde

### Tabelle
|    | Klub                | Sp | S  | U | N  | Tore    | Punkte |
| -- | ------------------- | -- | -- | - | -- | ------- | ------ |
| 1. | Brighton Tigers     | 32 | 22 | 1 | 9  | 198:141 | 45     |
| 2. | Nottingham Panthers | 32 | 16 | 3 | 13 | 158:158 | 35     |
| 3. | Harringay Racers    | 32 | 12 | 5 | 15 | 157:167 | 29     |
| 4. | Wembley Lions       | 32 | 11 | 6 | 15 | 147:152 | 28     |
| 5. | Paisley Pirates     | 32 | 8  | 7 | 17 | 142:184 | 23     |

Sp = Spiele, S = Siege, U = Unentschieden, N = Niederlagen